# Licypriya Kangujam
Licypriya Kangujam, née le 2 octobre 2011 à Bashikhong (Manipur), est une militante indienne contre le réchauffement climatique et l'une des plus jeunes militantes au monde. Licypriya fait campagne pour demander de nouvelles lois visant à réduire les émissions de carbone, la pollution de l'air en Inde et à rendre l'enseignement sur le climat obligatoire dans les écoles.

## Biographie
Licypriya Kangujam naît le 2 octobre 2011 à Bashikhong, (Manipur). Elle se destine à l'astrophysique. 
Elle commence à militer contre le changement climatique et pour la réduction des risques de catastrophe en 2018 à l'âge de sept ans,.
Le 21 juin 2019, inspirée par Greta Thunberg, Kangujam passe une semaine devant le Parlement indien pour demander au Premier ministre Narendra Modi l'adoption d'une loi pour lutter contre le changement climatique en Inde,,.

## Activisme

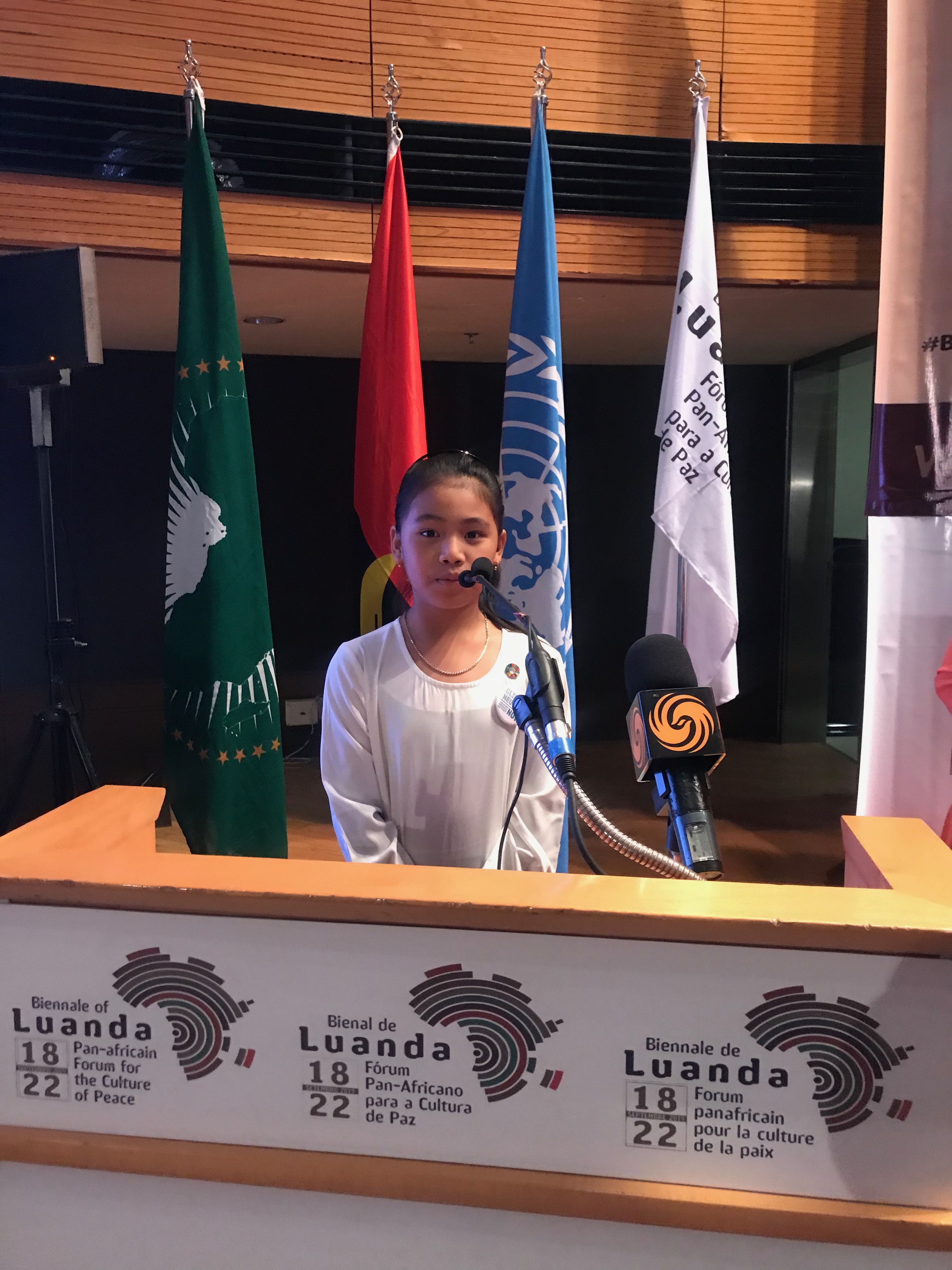
Licypriya Kangujam s'adressant au Forum des partenaires de l'UNESCO 2019 lors de la Biennale de Luanda en Angola.

### 2018-2019

#### En Mongolie
En 2018, Kangujam assiste avec son père à une conférence des Nations unies en Mongolie sur les catastrophes. Cet évènement change sa vie, selon elle. Kangujam fonde peu de temps après le « Mouvement des enfants », avec l'aide de son père qui a vingt ans de plus qu'elle, pour sensibiliser à la protection de la planète en luttant contre le réchauffement climatique et les catastrophes naturelles,.

#### En Afrique
Kangujam fait don de ses économies de 100 000 roupies au premier ministre du Kerala le 24 août 2018, pour aider et protéger les enfants victimes des inondations du Kerala.
Kangujam participe à la Biennale de Luanda au Forum des partenaires de l'UNESCO 2019, en Angola et s'exprime sur le réchauffement climatique,,, .

#### Grande marche d'octobre 2019
Le 21 octobre 2019, Kangujam lance la « Grande marche d'octobre 2019 » à l'India Gate à New Delhi accompagnée de milliers de partisans. Cette marche se déroule du 21 au 27 octobre dans divers lieux pour demander une action immédiate contre le réchauffement climatique et pour promulguer une loi de réduction des émissions de gaz à effet de serre en Inde.

#### Kit de survie pour l'avenir
Kangujam conçoit un dispositif symbolique appelé SUKIFU (Survival Kit for the Future) pour lutter contre la pollution de l'air. Il s'agit d'un kit conçu à partir de matériel de récupération pour fournir de l'air frais à respirer en cas de pollution de l'air. Une plante en pot est installée dans un sac à dos transparent relié à un tube qui canalise l'air vers un masque facial. L'air en entrée traverse quatre couches de charbon actif. La plante symbolise notre environnement qui meurt à cause des êtres humains. Elle en fait la démonstration le 4 octobre 2019 devant l'Assemblée législative du Pendjab et de l'Haryana juste avant la cérémonie de prestation de serment des députés et ministres nouvellement élus afin d'attirer l'attention des dirigeants et de trouver une solution urgente à la crise actuelle de pollution atmosphérique à Delhi et sa région,.
Son inspiration vient du « Voyage sur la planète » de la designeuse Chih Chiu. Selon Kangujam, « cette invention envoie un message poignant sur la dégradation de l'environnement et interroge sur l'avenir de la planète... Les enfants ne peuvent pas sortir de chez eux à Delhi. Toutes les écoles ont été fermées par le gouvernement.. Celui-ci doit agir maintenant ».
Elle est soutenue dans son projet par Chandan Ghosh, son professeur à l'Indian Institute of Technology Jammu (IIT). En novembre 2019, Ghosh déclare à The Tribune que « selon une enquête de l'OMS sur 1 600 villes du monde, la pollution de l'air en Inde tue 1,5 million de personnes chaque année ; c'est la cinquième cause de mortalité en Inde ».

#### COP25 à Madrid

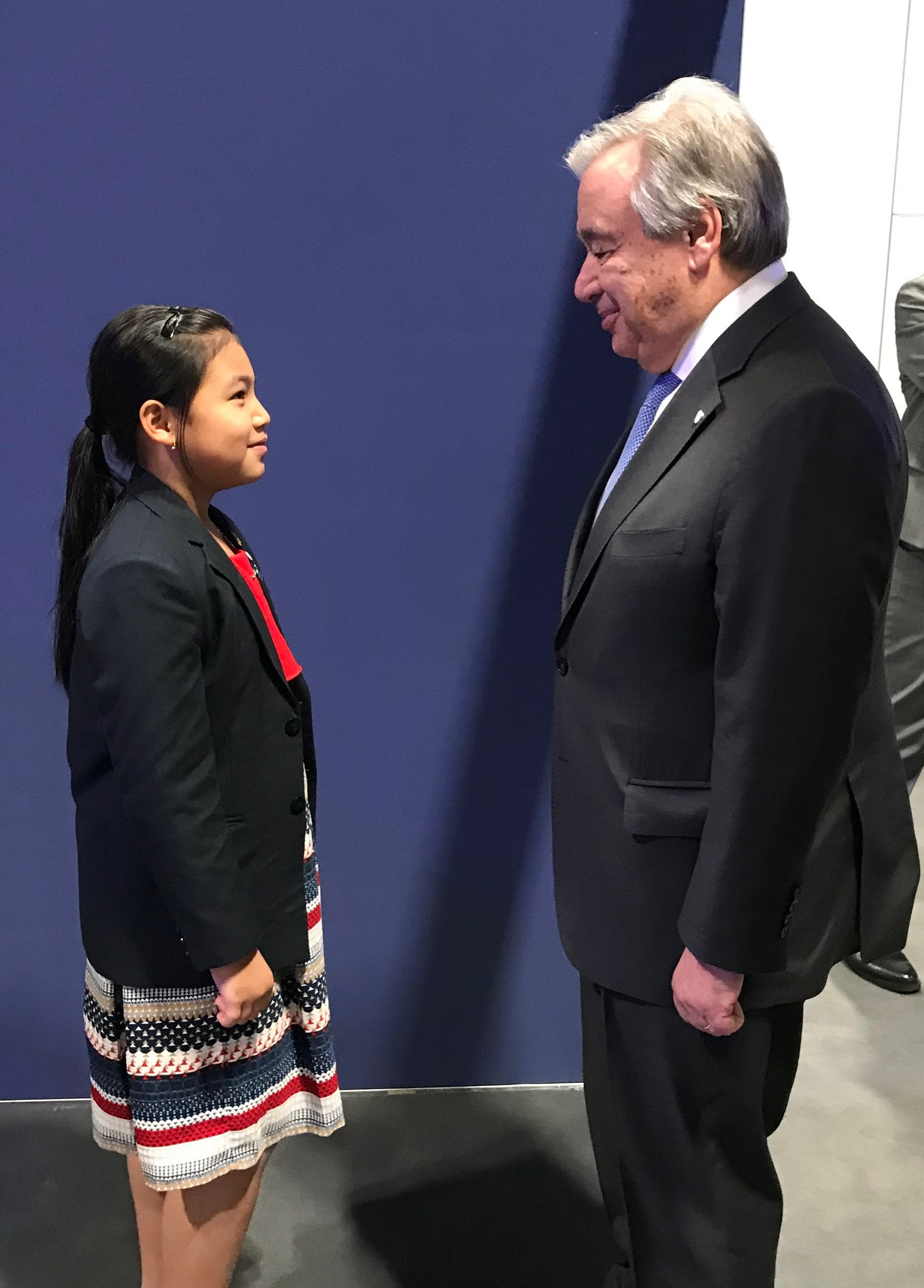
Licypriya Kangujam avec le Secrétaire général des Nations Unies António Guterres lors de la Conférence des Nations Unies sur les changements climatiques 2019.

Licypriya Kangujam s'adresse aux dirigeants mondiaux lors de la Conférence des Nations unies sur le climat 2019, en leur demandant de prendre des mesures climatiques immédiates.
Kangujam rencontre alors le Secrétaire général des Nations unies et lui soumet un mémorandum « au nom des enfants du monde » afin de créer un monde meilleur.

### 2020
Le 18 février 2020, elle s'exprime au TEDxSBSC à l'Université de Delhi, à New Delhi en Inde.
Le 23 février 2020, elle s'exprime au TEDxGateway à Mumbai et reçoit une ovation debout pour son discours,,,.
En 2020, Kangujam signe avec les militantes Greta Thunberg, Luisa Neubauer, Isabelle Axelsson et Loukina Tille une lettre aux participants du Forum économique mondial, appelant les entreprises, les banques et les gouvernements à cesser immédiatement de subventionner les combustibles fossiles,.

#### Campagne pour l'enseignement du changement climatique dans les écoles
Elle fait campagne pour rendre les cours sur le réchauffement climatique obligatoires dans les écoles et obtient gain de cause auprès du gouvernement du Rajasthan puis du Gujarat. Elle demande que les élèves et étudiants aient à planter des arbres dans le cadre de leurs études : 100 arbres au lycée, 500 puis 1 000 pour les études supérieures.

#### Jour de la Terre 2020
En 2020, Licypriya participe au rassemblement numérique du Jour de la Terre 2020 pour appeler à lutter contre la crise climatique en compagnie de 50 leaders, qu'ils soient influenceurs, célébrités, athlètes ou musiciens, comme le pape François, Sylvia Earle, Denis Hayes, Bill McKibben, Albert II, prince de Monaco, Alexandria Villaseñor, Al Gore, Patricia Espinosa, Christiana Figueres, Jerome Foster II, John Kerry, Thomas Lovejoy, Ed Begley Jr., Zac Efron, Anil Kapoor, Van Jones, Ricky Keij, Paul Nicklen et Alex Honnold,.

## Prix et distinctions
Le 31 août 2019, Kangujam reçoit le « World Children Peace Prize 2019 » de l'Institute for Economics & Peace d'Australie lors d'un événement organisé aux Maldives. Elle reçoit également le titre « Rising Star » par l'Earth Day Network of India .
Le 19 novembre 2019, elle reçoit le « SDGs Ambassador Award 2019 » à l'université de Chandigarh. Elle reçoit également le « Global Child Prodigy Award 2020 » le 3 janvier 2020 à New Delhi.